# Otto Kjellström

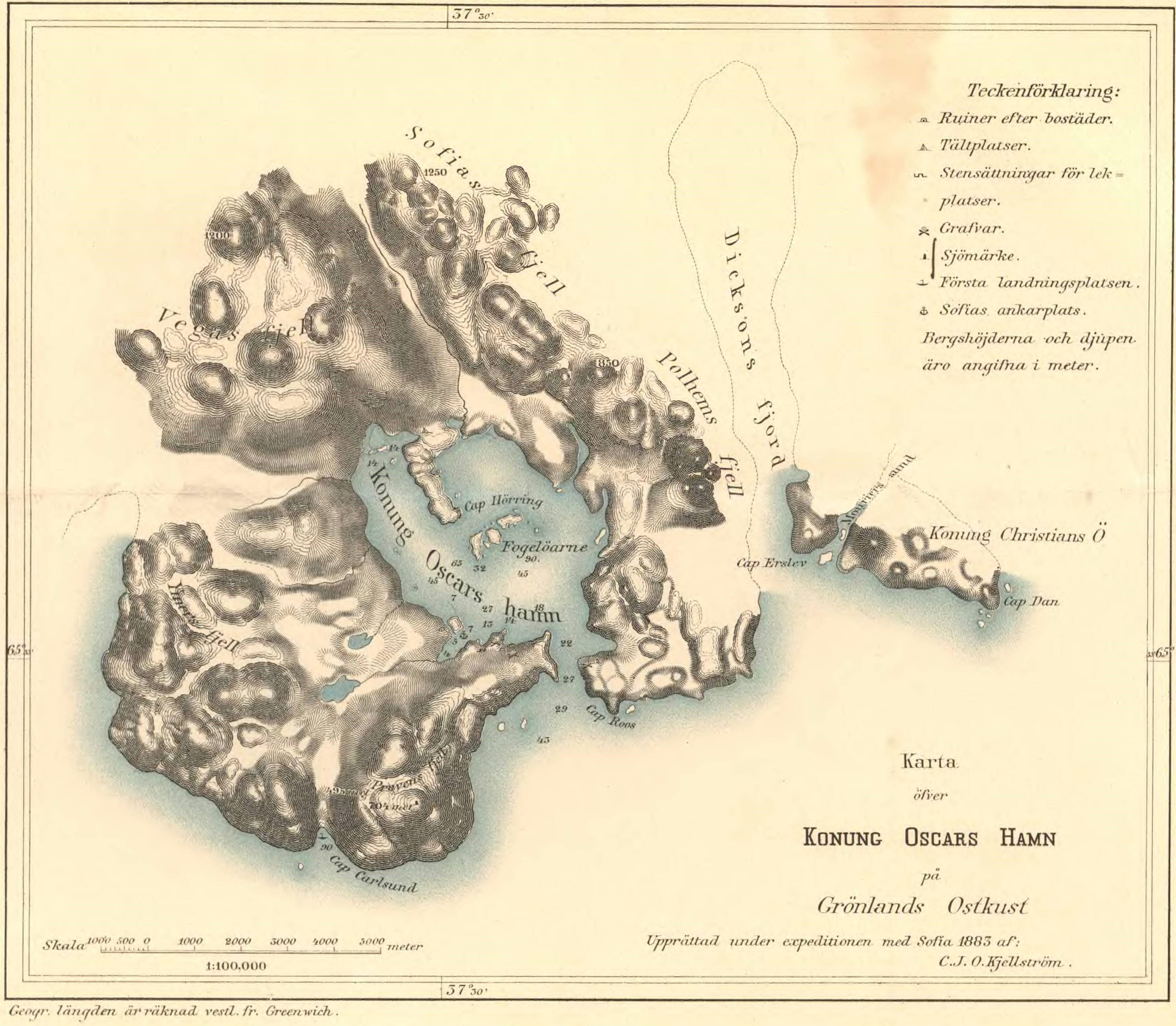
Karta över Konung Oskars hamn, ritad av Kjellström.

Carl Johan Otto Kjellström, född 10 december 1855, död 28 december 1913 i Stockholm, var en svensk kartograf.
Otto Kjellström började sin bana som underofficer, men erhöll 1889 avsked som underlöjtnant i armén. Han följde 1883 Adolf Erik Nordenskiöld på dennes vandring över Grönlands inlandsis samt kartlade den tillryggalagda vägen och den på östkusten upptäckta Konung Oskars hamn (Ammassalik). Han deltog i Alfred Nathorsts expedition med fartyget "Antarctic" 1898, varvid han (tillsammans med Axel Hamberg) för första gången uppmätte och kartlade Björnön och Kong Karls land samt vissa delar av Spetsbergen.
Kjellström var 1882-1903 anställd vid Sveriges geologiska undersökning (SGU) och därefter som kartredaktör vid Generalstabens litografiska anstalt. Han utgav Resatlas öfver Sverige och utförde bland annat en mängd kartor till tidskriften "Ymer", Sven Hedins kartor över Transhimalaya.